# Marty Feldman
Martin Alan Feldman, noto come Marty Feldman (Londra, 8 luglio 1934 – Città del Messico, 2 dicembre 1982), è stato un comico, attore, sceneggiatore, regista e attivista britannico.
Feldman era noto per i suoi inconfondibili lineamenti, divenuti il suo marchio distintivo. Il naso schiacciato era il risultato di un incontro di pugilato da ragazzo; la particolarità dei suoi bulbi oculari prominenti derivava dallo strabismo divergente e dal 1961 dalla combinazione di problemi conseguenti al Morbo di Basedow-Graves (iperattività tiroidea) curato con dosi eccessive di un farmaco per il trattamento tiroideo che gli gonfia un occhio in maniera irreversibile e di un'operazione subìta a seguito di un incidente stradale avvenuto in gioventù. Dalla metà degli anni '60 lavorò moltissimo negli Stati Uniti ottenendo grande successo. Il suo ruolo più celebre fu quello del grottesco e gobbo Igor, in Frankenstein Junior (1974) di Mel Brooks.
Feldman fu anche un militante socialista, ateo e vegetariano.

## Biografia

### Le origini
Feldman nacque nell'East End di Londra l'8 luglio 1934, primogenito dei due figli di Myer Feldman, di professione sarto, e di Cecilia Crook, ambedue modesti immigrati ucraini, nativi di Kiev e di fede ebraica. Ebbe un'infanzia «solitaria», come la definì lo stesso comico.
A quindici anni lasciò gli studi per inseguire il sogno di diventare un trombettista jazz, e solo più tardi scoprì la sua vocazione per la professione di comico e di attore. Cominciò a recitare partecipando ad alcune commedie in teatri minori, lavorando a sviluppare una propria comicità surreale, seguendo l'esempio dei suoi idoli, Buster Keaton e i fratelli Marx.
Con due amici formò il "Morris, Marty & Mitch", un trio comico ispirato proprio dalla comicità dei fratelli Marx, dove Feldman spiccava per le sue doti comiche, tanto da ottenere i suoi primi ingaggi di rilievo.

### Il successo radiofonico
Nel 1954 iniziò una proficua collaborazione con Barry Took, altro umorista di successo. I due lavoravano con un team di autori che produceva numerose sceneggiature per sit-com televisive britanniche, come Educating Archie, e per lo show radiofonico di grandissimo successo Round the Horne, con Kenneth Horne e Kenneth Williams.
Fortemente richiesto da televisione e radio, Feldman non rinunciò al sodalizio con Barry Took, con il quale realizzò altri due programmi radiofonici, We're in Business e The Army Game, che registrarono un incredibile successo in termini di ascolti. Sulla base dei personaggi e delle gag create per questi programmi, i due migliorarono il loro materiale comico per realizzare nuovi show, tra cui va ricordato Bootsie and Snudge, che vide Feldman nel ruolo di sceneggiatore principale.

### Dalla radio alla TV
Il successo di queste produzioni portò gli show dalla radio alla televisione, ampliando il bacino d'utenza degli spettacoli e la notorietà presso il grande pubblico. Grazie al salto di qualità, Feldman diventò quindi l'ideatore diretto dei programmi che gli venivano affidati e che, in breve, furono tra i più seguiti dal pubblico.

### I problemi di salute
Nel 1961 il comico cominciò a soffrire di problemi di natura tiroidea (morbo di Basedow-Graves), con evidenti effetti sull'apparato oculare, che subì gravi deformazioni. Quella che inizialmente sembrava una sfortuna, renderà Feldman un'icona: lo sguardo strabico, con gli occhi azzurri fuori dalle orbite, da lui accentuato per raggiungere maggiori effetti comici, lo accompagnerà sulla scena e fuori.

### I grandi show per la BBC
Il comico non si lasciò abbattere dai problemi di salute e la sua carriera non subì rallentamenti, intensificandosi addirittura per tutto il corso degli anni sessanta, grazie a numerose produzioni di show radiofonici e televisivi per la BBC che lanciarono nuovi talenti, come Michael Palin, Terry Jones e John Cleese, futuri componenti dei Monty Python, con i quali Feldman scrisse anche The Frost Report.
I suoi show ottenevano successi sempre maggiori, e in tutta la Gran Bretagna si diffondevano i suoi tormentoni. La consacrazione definitiva arrivò sempre dalla BBC, che lo incaricò di realizzare per il secondo canale dell'emittente delle commedie che lo vedevano protagonista assoluto.
Feldman realizzò anche una propria fortunatissima serie televisiva sulla rete commerciale britannica ITV, intitolata semplicemente Marty.

### L'arrivo a Hollywood
Nonostante il suo enorme successo in patria, Feldman restò a lungo poco più che uno sconosciuto negli Stati Uniti. Le sue prime performance sulle reti televisive americane avvennero nel famoso Dean Martin Show, dove interpretò alcune delle sue migliori gag.
Il comico ottenne immediatamente un buon successo, diventando un ospite fisso di molte trasmissioni, comiche e non. Grazie al riscontro di pubblico e alla crescente notorietà, riuscì a realizzare uno show personale che lo consacrò definitivamente presso il pubblico statunitense, il Marty Feldman's Comedy Machine (conosciuto in italia come L'occhio che uccide).

### Il cinema

Marty Feldman in 40 gradi all'ombra del lenzuolo (1976)

Nel 1974 apparve nel film che gli diede la notorietà mondiale e per il quale è principalmente noto in Italia: Frankenstein Junior di Mel Brooks, nel ruolo di Igor, il servitore gobbo del dottor Frederick Frankenstein (interpretato dall'amico Gene Wilder), passato alla storia proprio grazie alla particolare fisionomia del suo interprete, che benissimo si adattava al personaggio strampalato, protagonista di gag e battute indimenticabili, spesso improvvisate, come abitudine del comico. Grazie a questo ruolo, Feldman vinse il Saturn Award come miglior attore non protagonista, uscendo dal ruolo di caratterista semplice.
Incoraggiato dal successo del film, partecipò ad altre due pellicole comiche, Il fratello più furbo di Sherlock Holmes (1975), ancora al fianco di Gene Wilder, e L'ultima follia di Mel Brooks (1976), di nuovo diretto da Mel Brooks. La maggior parte dei suoi film, tuttavia, non è mai stata distribuita in Italia.
Nel 1975 partecipò a una produzione italiana a episodi, 40 gradi all'ombra del lenzuolo, di Sergio Martino, con Barbara Bouchet, Edwige Fenech, Dayle Haddon, Enrico Montesano, Aldo Maccione, Sydne Rome e Tomas Milian. Nell'episodio da lui interpretato (il terzo dei cinque), recitò accanto all'attrice e modella Dayle Haddon, nel ruolo di una guardia del corpo assai intrusiva.

### La regia
Il successo crescente portò il comico a cimentarsi come regista nel 1977. Il suo film d'esordio dietro la macchina da presa fu Io, Beau Geste e la legione straniera, parodia del classico Beau Geste (1939), nel quale due fratelli, uno bellissimo (Michael York) e uno bruttissimo (ovviamente Feldman), si ritrovano arruolati nella Legione straniera.
Seguì una seconda prova da regista, Frate Ambrogio (1980), una pesante satira sulla commercializzazione della religione negli Stati Uniti d'America, che venne inesorabilmente stroncato da critica e pubblico, mettendo fortemente in dubbio il prosieguo della sua carriera da regista.

### La morte
Il 2 dicembre 1982, durante la lavorazione del film Barbagialla, il terrore dei sette mari e mezzo, scritto dall'amico Graham Chapman e diretto da Mel Damski, il quarantottenne Feldman venne colto da un attacco di cuore; poco dopo il comico morì nella sua camera d'albergo a Città del Messico. L'intervento di un amico presente, che chiamò i soccorsi, fu inutile. 
Una settimana prima di morire aveva dichiarato a un reporter: «Sono troppo vecchio per morire giovane, e troppo giovane per crescere».
Non risultava apparentemente avere una cardiopatia pregressa diagnosticata, per cui furono fatte diverse ipotesi: dal tabagismo, a malattie pregresse, alla dieta che seguiva, fino a sforzi psicofisici eccessivi, o una intossicazione alimentare.
Nel commento introduttivo del DVD di Frankenstein Junior, Mel Brooks ha citato i fattori che possono aver contribuito alla morte di Feldman: «Fumava a volte cinque pacchetti di sigarette al giorno, beveva grandi quantità di caffè nero e aveva una dieta ricca di uova e latticini». Inoltre, l'alta quota di Città del Messico (oltre 2.200 m sul livello del mare, dove l'aria è di circa il 20% più rarefatta) probabilmente ha ulteriormente posto sotto stress Feldman, mettendo sotto sforzo il suo cuore e i suoi polmoni.
Michael Mileham, che partecipò alla realizzazione di Barbagialla, raccontò di come lui e Feldman nuotarono insieme, alcuni giorni prima, verso un'isola dove un locale vendeva aragoste e noci di cocco. Mileham mangiò aragoste, frutti di mare e molluschi, Marty una noce di cocco. Mileham e Feldman usarono però lo stesso coltello per tagliare i rispettivi cibi e il giorno successivo Mileham ebbe un'intossicazione da molluschi e crostacei, teorizzando che anche questo potrebbe aver contribuito al deterioramento della salute e alla morte di Feldman. Durante le riprese Feldman cadde da un'impalcatura, non volendo usare una controfigura, cosa che potrebbe aver contribuito al decesso.
In un racconto aneddotico, il vignettista e attore Sergio Aragonés, che stava girando un film nelle stesse zone, raccontò invece che, mentre girava vestito per il suo ruolo di poliziotto armato, improvvisamente incontrò Feldman che, nel vederlo, si spaventò moltissimo. Aragonés pensa che forse questo spavento abbia contribuito al fatale attacco di cuore di Feldman in tarda serata. Aragonés ha raccontato la storia con la battuta finale: "Ho ucciso Marty Feldman".
Occorre anche ricordare che Feldman soffriva del già citato morbo tiroideo di Basedow-Graves, per il quale non fu mai operato. Questa patologia può causare aritmia, disturbi polmonari, fibrillazione atriale, ipertensione e ischemie, con rischio di morte cardiaca improvvisa o infarto del miocardio.
Marty Feldman riposa nel cimitero del Forest Lawn Memorial Park, a Los Angeles, accanto al suo idolo Buster Keaton.

## Vita privata
Nel gennaio del 1959, Feldman si sposò con Lauretta Sullivan, che gli restò accanto fino alla sua morte nel 1982. Lauretta morì a Studio City, un quartiere di Los Angeles (in California), il 12 marzo del 2010, all'età di 74 anni. A dispetto dei suoi particolari lineamenti, Feldman era tenuto in grande considerazione da parte delle donne, grazie alla sua simpatia e al suo successo.
Definitosi un «socialista dichiarato», fu un attivo membro del Partito Comunista di Gran Bretagna per quasi tutta la sua vita. Fu inoltre un convinto vegetariano (lacto-ovo-vegetarianismo) ed ateo; infatti le battute sulla religione e la superstizione ricorrevano in alcune sue gag.

## Filmografia

### Attore

#### Lungometraggi
- Mutazioni (The Bed-Sitting Room), regia di Richard Lester (1969)
- Ogni uomo dovrebbe averne due (Every Home Should Have One), regia di Jim Clark (1970)
- The Magnificent Seven Deadly Sins, regia di Graham Stark (1971)
- Frankenstein Junior (Young Frankenstein), regia di Mel Brooks (1974)
- Il fratello più furbo di Sherlock Holmes (The Adventure of Sherlock Holmes' Smarter Brother), regia di Gene Wilder (1975)
- 40 gradi all'ombra del lenzuolo, regia di Sergio Martino (1976)
- L'ultima follia di Mel Brooks (Silent Movie), regia di Mel Brooks (1976)
- Io, Beau Geste e la legione straniera (The Last Remake of Beau Geste), regia di Marty Feldman (1977)
- Frate Ambrogio (In God We Tru$t), regia di Marty Feldman (1980)
- Comiche dell'altro mondo (Slapstick (Of Another Kind)), regia di Steven Paul (1982)
- Barbagialla, il terrore dei sette mari e mezzo (Yellowbeard), regia di Mel Damski (1983)

#### Televisione
- At Last the 1948 Show (1967)
- Marty (1968-1969)
- Tooth and Claw (1969)
- Marty Amok (1970)
- Marty Abroad (1971)
- The Marty Feldman Comedy Machine (1971)
- The Marty Feldman Show (1972)
- Marty Back Together Again (1974)

### Regista

#### Lungometraggi
- Io, Beau Geste e la legione straniera (The Last Remake of Beau Geste) (1977)
- Frate Ambrogio (In God We Tru$t) (1980)

#### Televisione
- Le rocambolesche avventure di Robin Hood contro l'odioso sceriffo (When Things Were Rotten) (1975) - episodio Those Wedding Bell Blues

### Sceneggiatore

#### Lungometraggi
- Ogni uomo dovrebbe averne due (Every Home Should Have One), regia di Jim Clark (1970)
- Io, Beau Geste e la legione straniera (The Last Remake of Beau Geste) (1977)
- Frate Ambrogio (In God We Tru$t) (1980)
- Monty Python Live at the Hollywood Bowl, regia di Terry Hughes e Ian MacNaughton (1982)

#### Televisione
- The Army Game (1957) - serie TV
- Educating Archie (1958) - serie TV
- Bootsie and Snudge (1960) - serie TV
- Colonel Trumper's Private War (1961) - serie TV
- Nicked at the Bottle (1963) - film TV
- Good Luck Sir, You've Got a Lucky Face (1964) - film TV
- Scott On... (1964) - serie TV
- The Walrus and the Carpenter (1965) - serie TV
- Barnaby Spoot and the Exploding Whoopee Cushion (1965) - film TV
- Memoirs of a Chaise Longue (1965) - film TV
- Here I Come Whoever I Am (1965) - film TV
- Barney Is My Darling (1965) - serie TV
- The Frost Report (1966) - serie TV
- Judgement Day for Elijah Jones (1966) - film TV
- At Last the 1948 Show (1967) - serie TV
- How to Irritate People (1968) - film TV
- Marty (1968-1969) - serie TV
- Horne A'Plenty (1968) - serie TV
- According to Dora (1968) - serie TV
- The Harry Secombe Show (1968) - serie TV
- Broaden Your Mind (1968) - serie TV
- Tooth and Claw (1969) - film TV
- The Making of Peregrine (1969) - film TV
- Marty Amok (1970) - film TV
- Marty Abroad (1971) - film TV
- The Magnificent Seven Deadly Sins (1971)
- The Laughing Stock of Television (1971) - film TV
- The Marty Feldman Comedy Machine (1971) - serie TV
- The Marty Feldman Show (1972) - film TV
- Marty Back Together Again (1974) - serie TV

## Doppiatori italiani
Nelle versioni in italiano delle opere in cui ha recitato, Marty Feldman è stato doppiato da:
- Gianni Bonagura in Frankenstein Junior, Il fratello più furbo di Sherlock Holmes, 40 gradi all'ombra del lenzuolo
- Elio Pandolfi in Frate Ambrogio
- Sandro Pellegrini in Barbagialla, il terrore dei sette mari e mezzo